# 大和中央道
都市計画道路 大和中央道（としけいかくどうろ やまとちゅうおうどう、通称：大和中央道）は、奈良県奈良市押熊町から同市宝来町まで、及び大和郡山市城町から同市額田部南町へ至る都市計画道路である。

## 概要

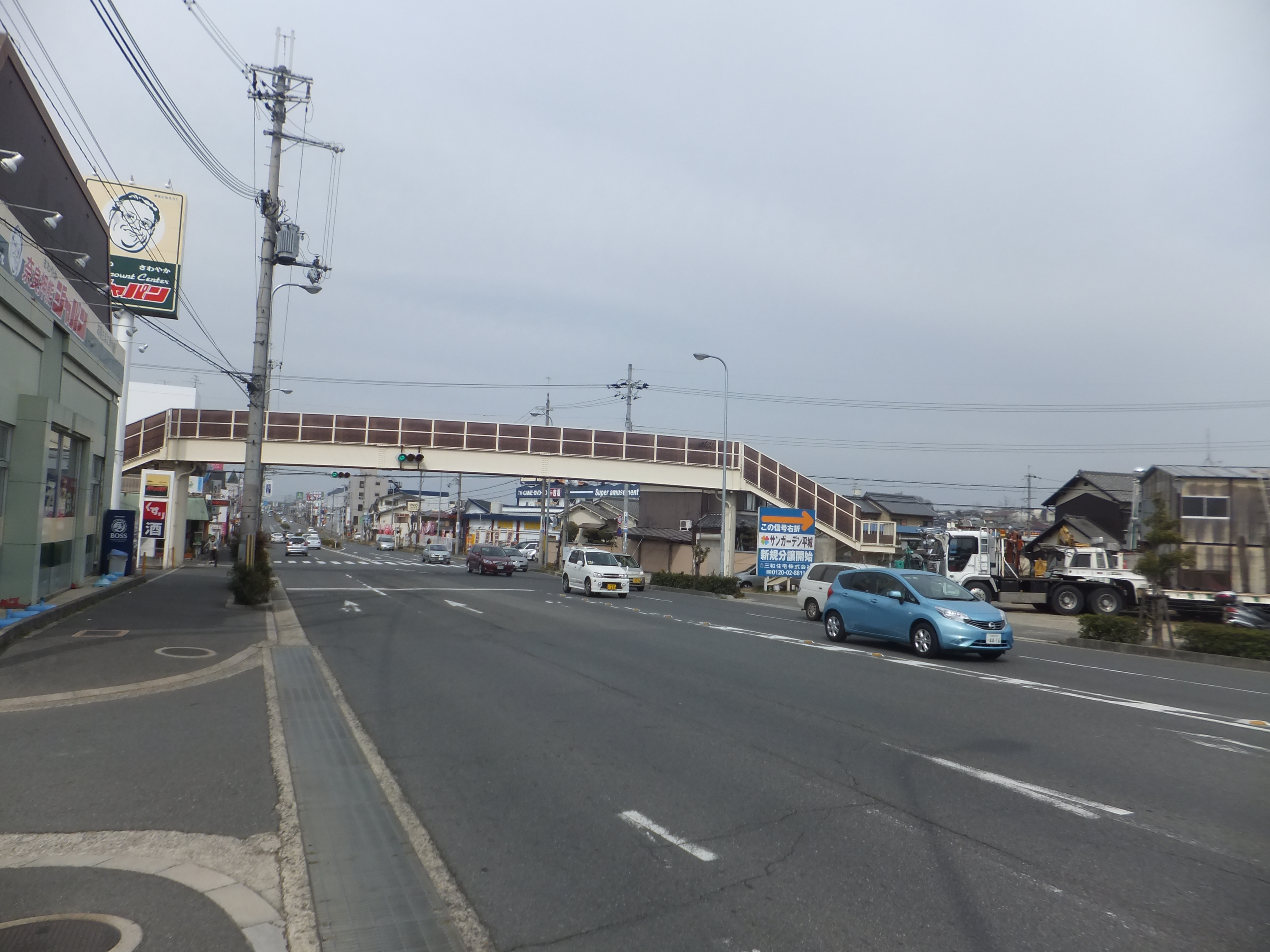
奈良市中山町で撮影（2013年3月）

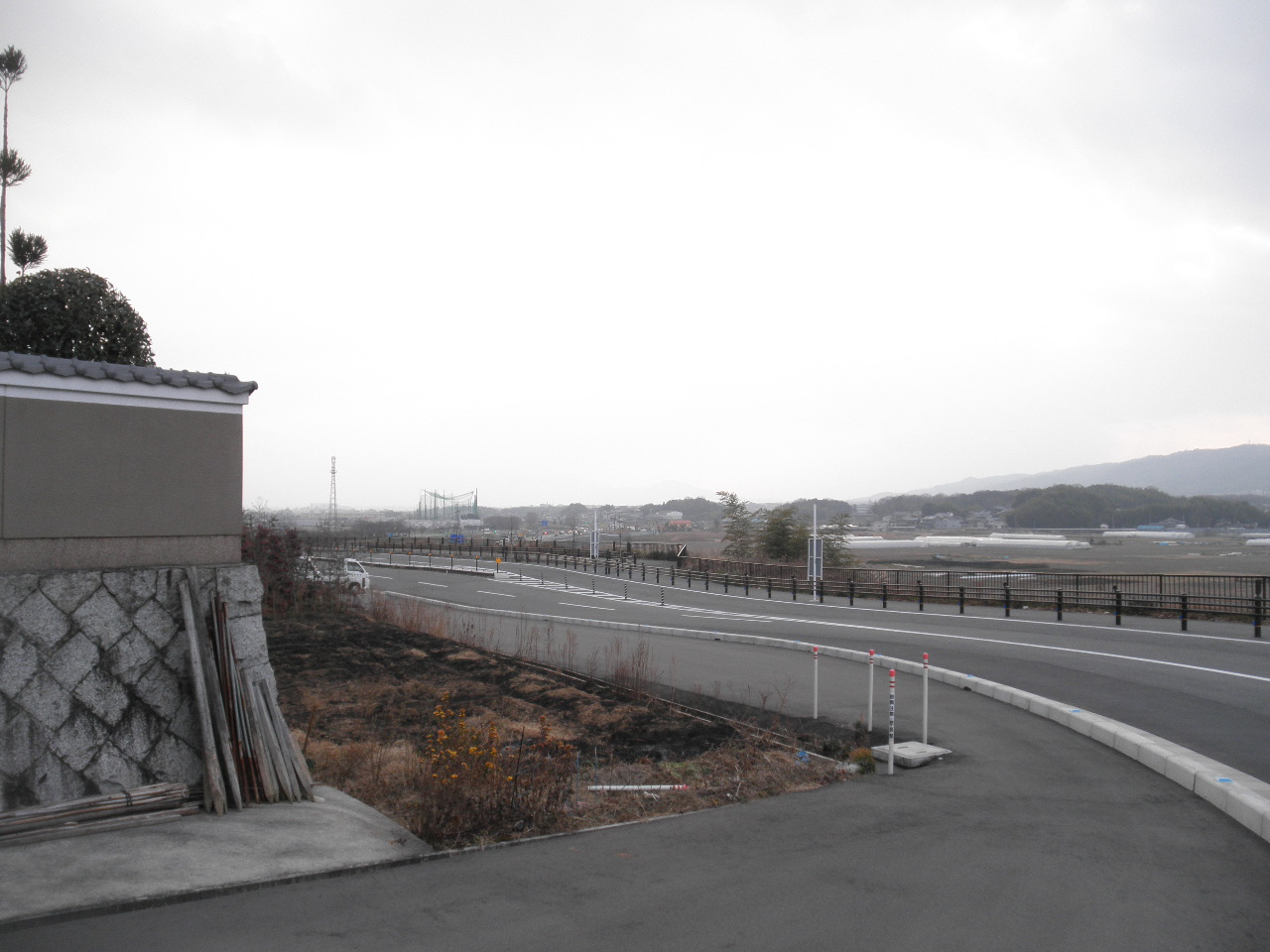
大和郡山市城町で撮影（2012年1月）

### 道路概要
本道路は、北部を「都市計画道路 精華平城線」、南部を「都市計画道路 大和郡山川西三宅線」と接続しており、これらの路線と一体的に利用されている。また、奈良盆地を南北に貫く道路として交通量も多い。当初、1964年（昭和39年）に大和郡山市域が「2・1・2 主水山板東線」として、1966年（昭和41年）に奈良市域が「1・3・7 郡山押熊線」としてそれぞれ都市計画決定された。その後、1973年（昭和48年）に主水山板東線と郡山押熊線が統合され、「3・3・4 大和中央道」として都市計画変更が行われ、標準幅員24m、4車線、延長約14,300mの幹線街路とされた。なお、同年8月には本道路計画に反対する住民団体「大和中央道反対同盟」が結成されて反対運動が行われた。
2003年（平成15年）に車線明記が行われたが、2009年（平成21年）に奈良県内の既存ネットワークを有効に活用する観点から広域幹線道路の見直しが行われた。当該路線の整備を行わない場合でも、京奈和自動車道、国道24号や並行する奈良県道7号枚方大和郡山線が広域幹線道路としての機能を受け持つことが可能であるため、「奈良県都市計画道路の見直しガイドライン」に沿って必要性を検証した結果、4車線の広域幹線道路としての必要性が認められないと判断され、2012年（平成24年）に、計画区間のうち奈良市宝来四丁目 - 大和郡山市城町間（L=約3,710m）を廃止して、区間を奈良市押熊町 - 同市宝来町間（L=約4,610m）及び大和郡山市城町 - 同市額田部南町間（L=約5,980m）に変更するとともに、大和郡山市の区間について標準幅員を24mから33mに変更する都市計画変更が行われた。
なお、奈良市の阪奈道路から国道308号までの宝来工区（L=428m）区間や、大和郡山市の城大橋東交差点以北の完成済み4車線区間は、都市計画決定は廃止されたものの、前者は奈良県立奈良病院へのアクセス道路として、後者は奈良県立奈良病院が移転・改称した奈良県総合医療センターへのアクセス道路として活用されている。
また、奈良市区間に関しては奈良市が引き続き整備する姿勢を示しており、同市秋篠町から近鉄奈良線菖蒲池第2号踏切までの敷島工区（延長831m）については、2022年（令和4年）3月までの完成を目指すとしていたが、建設予定地にある「赤田横穴墓群」の発掘調査が行われる等で延伸され、2024年（令和6年）6月16日正午に供用開始（一部暫定2車線）した。
なお、奈良自動車学校から南側の大和中央道「若葉台工区」（約1.2km）について、事業費が約200億円（うち約100億円が近鉄奈良線との立体交差費用）とされ、建設はかなり難しいとされている。

### 路線データ
- 陸上距離：全体延長10,590m[14]
  - 奈良市押熊町 - 奈良市宝来町：約4,610m[1]
    - 起点：奈良市押熊町（京都府と奈良県との県境）
    - 終点：奈良市宝来町（阪奈宝来交差点）

  - 大和郡山市城町 - 額田部南町：約5,980m[1]
    - 起点：大和郡山市城町（城大橋東交差点）
    - 終点：大和郡山市額田部南町（板屋ヶ瀬橋北詰）
- 不通区間：奈良市西大寺赤田町二丁目 - 同市菅原町（若葉台工区）
- 事業費
  - 宝来工区：29億円（事業主体：奈良県）[7]
  - 敷島工区：47.9億円（事業主体：奈良市）[15]

## 歴史
- 1964年（昭和39年） - 大和郡山市域が都市計画道路「2・1・2 主水山板東線」として都市計画決定[1]。
- 1966年（昭和41年） - 奈良市域が都市計画道路「1・3・7 郡山押熊線」として都市計画決定[1]。
- 1973年（昭和48年） - 主水山板東線と郡山押熊線が統合され、都市計画道路「3・3・4 大和中央道」として都市計画変更[1]。
- 1998年（平成10年） - 小林工区を供用開始[16]。
- 2001年（平成13年） - 宝来工区（延長428m）を供用開始[7][16]。
- 2003年（平成15年） - 4車線の道路として車線明記[1][17]。
- 2008年（平成20年） - 菅原工区（延長334m）を供用開始[18]。
- 2009年（平成21年） - 4車線の広域幹線道路としての必要性を見直すことを公表[1]。
- 2012年（平成24年）12月28日 - 奈良市宝来四丁目の阪奈宝来交差点以南から大和郡山市城町の城大橋東交差点までの約3,710m区間を廃止[19]。
- 2024年（令和6年）6月16日 - 同市秋篠町から近鉄奈良線菖蒲池第2号踏切までの敷島工区（延長831m）を供用開始[11]。

## 地理

### 通過する自治体
- 奈良県
  - 奈良市 - 大和郡山市

### 府県道指定区間
- 奈良県道・京都府道52号奈良精華線：起点 - 中山橋交差点（奈良県奈良市秋篠町）
- 奈良県道1号奈良生駒線：阪奈宝来交差点（奈良県奈良市宝来四丁目） - 宝来交差点（奈良県奈良市宝来四丁目）[注釈 1]
- 奈良県道249号大和郡山環状線 : 城町中交差点（奈良県大和郡山市城町） - 今国府町交差点（奈良県大和郡山市今国府町）[注釈 2]
- 奈良県道108号大和郡山広陵線 : 今国府町交差点（奈良県大和郡山市今国府町） - 終点

### 主な接続路線
| 交差する道路                                            | 交差する場所 | 交差する場所 | 交差する場所           | 備考 |
| ------------------------------------------------------- | ------------ | ------------ | ---------------------- | ---- |
| 〈ならやま大通り〉                                      | 奈良県       | 奈良市       | 神功五丁目             |      |
| 奈良県道52号奈良精華線（新道）                          | 奈良県       | 奈良市       | 中山橋                 |      |
| 奈良県道52号奈良精華線（旧道）                          | 奈良県       | 奈良市       | 平城中学校西           |      |
| 奈良県道104号谷田奈良線                                 | 奈良県       | 奈良市       | （西大寺赤田町二丁目） |      |
| 奈良市西大寺赤田町二丁目 - 菅原町間（若葉台工区）未開通 |              |              |                        |      |
| 国道308号（新道）〈阪奈道路〉                           | 奈良県       | 奈良市       | 阪奈宝来               |      |
| 国道308号（旧道）〈暗越奈良街道〉                       | 奈良県       | 奈良市       | 宝来                   |      |
| 奈良市宝来四丁目 - 大和郡山市城町間：都市計画廃止       |              |              |                        |      |
| 奈良県道249号大和郡山環状線                             | 奈良県       | 大和郡山市   | 城大橋東交差点         |      |
| 奈良県道189号矢田寺線                                   | 奈良県       | 大和郡山市   | 田中町北               |      |
| 奈良県道9号奈良大和郡山斑鳩線                           | 奈良県       | 大和郡山市   | 池之内町西             |      |
| 国道25号                                                | 奈良県       | 大和郡山市   | 今国府町               |      |
| 西名阪自動車道                                          | 奈良県       | 大和郡山市   | 大和まほろばSIC        |      |
| 奈良県道109号天理斑鳩線                                 | 奈良県       | 大和郡山市   | （西町）               |      |
| 奈良県道109号天理斑鳩線                                 | 奈良県       | 大和郡山市   | （額田部北町）         |      |
| 奈良県道108号大和郡山広陵線                             | 奈良県       | 大和郡山市   | 板屋ヶ瀬橋北詰         |      |

※ 交差する場所の括弧書きは地名、それ以外は交差点名で表示

### 周辺
奈良市内
- 奈良市立平城中学校
- 奈良少年院
- 吉田病院
- 奈良市立西大寺北小学校
- 奈良自動車学校
- 奈良市立伏見小学校
- 第二阪奈道路宝来IC
- 奈良市立伏見南小学校
- 奈良県総合医療センター

大和郡山市内
- 大和郡山市立郡山西小学校
- 大和郡山市立郡山西中学校
- アピタ大和郡山店
- 郡山総合庁舎（旧奈良県立片桐高等学校）
- 大和郡山市立片桐小学校
- 大和小泉駅
- 味覚糖奈良工場
- 大和まほろばSIC
- 昭和工業団地
- 奈良県浄化センター